# Министерство железнодорожного транспорта Мьянмы
Министерство железнодорожного транспорта Мьянмы — министерство правительства Мьянмы, которое контролирует железные дороги в стране.

## Список глав
- Пан Аун
- Генерал-майор Аун Мин